# 波京
波京（德語：Pocking，德語：[ˈpɔkɪŋ] ⓘ）是德国巴伐利亚州下巴伐利亚行政区帕绍县的城市，面积68.86平方千米，2023年12月31日人口为16,509人。